# Elecciones generales de Mónaco de 2023
Las elecciones generales se celebraron en Mónaco el 5 de febrero de 2023.El resultado fue una victoria aplastante para la gobernante Unión Nacional Monegasca liderada por Brigitte Boccone-Pagès, que obtuvo los 24 escaños del Consejo Nacional. El nuevo consejo prestó juramento el 16 de febrero.

## Antecedentes
Las elecciones de febrero de 2018 dieron lugar a una alternancia, con la lista Priorité Monaco de Stéphane Valeri ganando 21 de los 24 escaños con más del 57 % de los votos, una ventaja que le permitiría ganar todos los escaños ocupados por mayoría de votos, y cinco de los ocho ocupados por representación proporcional. Al llegar en segunda y tercera posición, Horizon Monaco y Union Monégasque ganaron dos y un escaño respectivamente.
Stéphane Valeri anunció en septiembre de 2022 su retiro de la vida política. Luego fue reemplazado por la vicepresidenta del Consejo Nacional, Brigitte Boccone-Pagès, quien se convirtió en la primera mujer en asumir la presidencia del Consejo Nacional. Un mes después, anunció la fusión de Priorité Monaco, Horizon Monaco y la Union Monégasque, que formaron la Unión Nacional Monegasca.

## Sistema electoral
Los votantes pueden elegir una lista de partido o elegir candidatos de varias listas ("panachage") para los 24 escaños. Se eligen los 16 candidatos con más votos (el candidato de mayor edad rompe posibles empates en votos). Los otros ocho escaños se eligen en listas de acuerdo con el sistema de representación proporcional para los partidos que tengan al menos el 5 % de los votos.

## Resultados
Las elecciones fueron ganadas por la Unión Nacional Monegasca, que recibió casi el 90 % de los votos y ganó los 24 escaños del consejo. Fue la mayor victoria arrolladora desde el triunfo de la Unión Nacional y Democrática en 1988. La presidenta saliente del Consejo Nacional, Brigitte Boccone-Pagès, tiene su mandato en gran medida renovado. La fusión de los partidos en la UNM provocó un relativo desinterés de los votantes por la papeleta. Con 749 votantes menos que cinco años antes a pesar de un aumento en el número de votantes registrados en 349, la participación electoral mostró una caída de 13 puntos, pasando del 70,35 % al 57,26 %.
|                           |                                |        |       |         |  |  |  |  |  |
| Partido                   | Partido                        | Votos  | %     | Escaños |  |  |  |  |  |
|                           | Unión Nacional Monegasca (UNM) | 72 602 | 89,63 | 24      |  |  |  |  |  |
|                           | Nuevas Ideas para Mónaco (NIM) | 8401   | 10,37 | 0       |  |  |  |  |  |
| Total de votos            | Total de votos                 | 81 003 | 100   |         |  |  |  |  |  |
| Votos válidos             | Votos válidos                  | 3948   | 90,80 |         |  |  |  |  |  |
| Votos nulos               | Votos nulos                    | 254    | 5,84  |         |  |  |  |  |  |
| Votos en blanco           | Votos en blanco                | 146    | 3,36  |         |  |  |  |  |  |
| Total                     | Total                          | 4348   | 100   | 24      |  |  |  |  |  |
| Abstenciones              | Abstenciones                   | 3246   | 42,74 |         |  |  |  |  |  |
| Inscritos / participación | Inscritos / participación      | 7594   | 57,26 |         |  |  |  |  |  |